# Épineuil-le-Fleuriel
Épineuil-le-Fleuriel település Franciaországban, Cher megyében. Lakosainak száma 447 fő (2022. január 1.). Épineuil-le-Fleuriel Vallon-en-Sully, La Celette, La Perche, Saint-Vitte, Saulzais-le-Potier, Vesdun és Meaulne-Vitray községekkel határos.

## Népesség
A település népességének változása:
| Lakosok száma | 681  | 551  | 478  | 448  | 458  | 459  | 443  | 434  | 436  | 447  |
|               | 1968 | 1982 | 1990 | 2006 | 2013 | 2015 | 2017 | 2019 | 2020 | 2022 |